# Loxandrus duryi
Loxandrus duryi är en skalbaggsart som beskrevs av Wright. Loxandrus duryi ingår i släktet Loxandrus och familjen jordlöpare. Inga underarter finns listade i Catalogue of Life.